# 邪眼は月輪に飛ぶ
『邪眼は月輪に飛ぶ』（じゃがんはがちりんにとぶ）は、藤田和日郎作、床井雅美協力による漫画。『週刊ビッグコミックスピリッツ』（小学館）に2007年2号から同年9号まで連載された。

## 概要
『からくりサーカス』連載終了後、初の連載作品であり、藤田にとって初の『スピリッツ』掲載作品となる。連載回数は「5回くらい」を予定していたが、第4回掲載時には「あと2回、奇声をあげて描いて」いると語り、最終的には7回で完結した。銃の専門家である床井雅美が協力しており、兵器や銃火器が丹念に描写されている。

## あらすじ
むかしむかし……。
座礁した米空母が東京に持ち込んだフクロウ、“ミネルヴァ”。その眼で見られたものは、たとえモニター越しであっても死ぬ。死の街と化した東京に“ミネルヴァ”殲滅の命を受けた米軍特殊部隊が派遣される。その中には老マタギ・杣口鵜平とその娘で巫女の、輪の姿があった。鵜平はかつて“ミネルヴァ”を仕留めたただ一人の男であった……。

## 登場人物

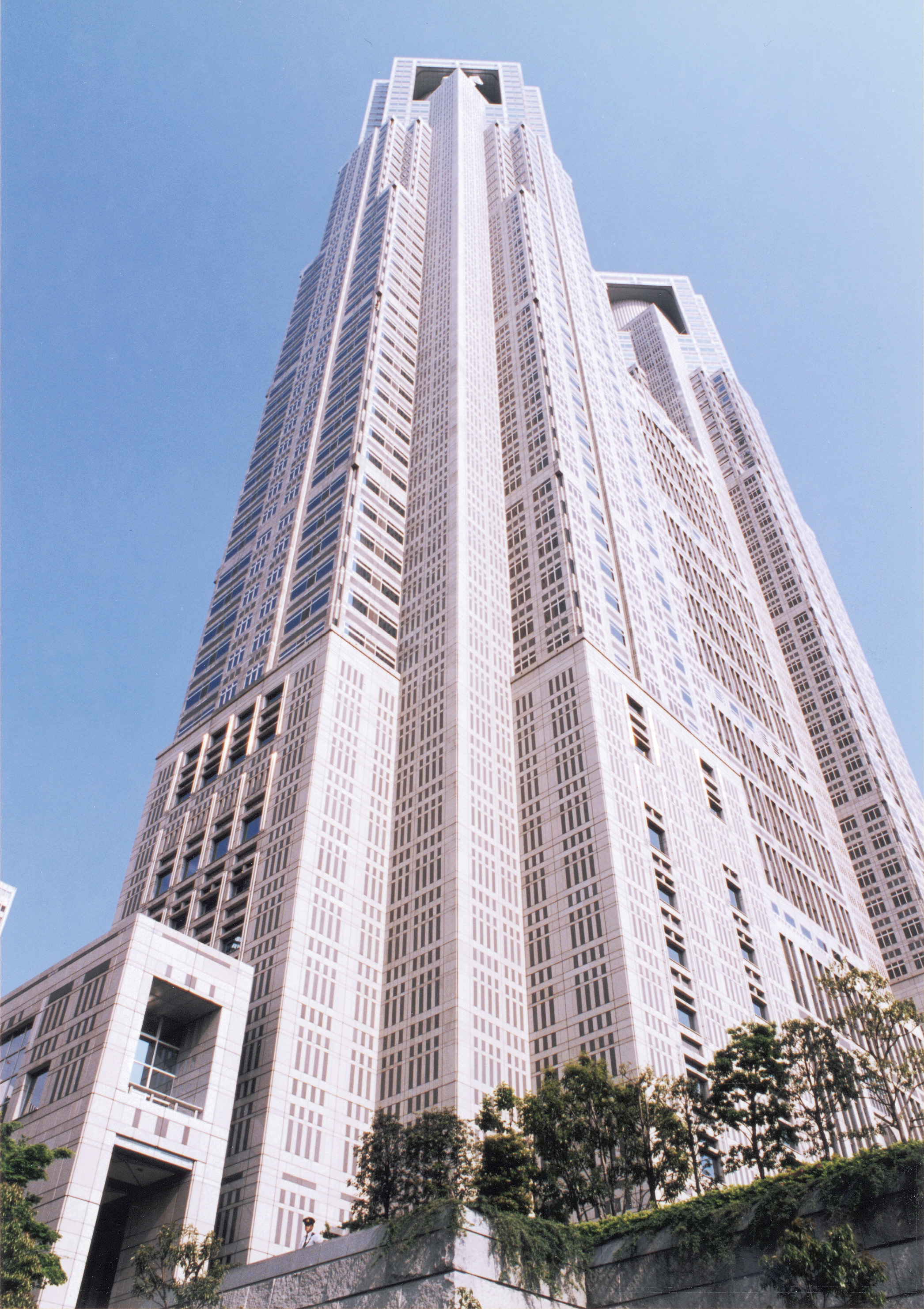
ミネルヴァ狙撃作戦「トワイライト・フライト」にて本部が設置された東京都庁舎

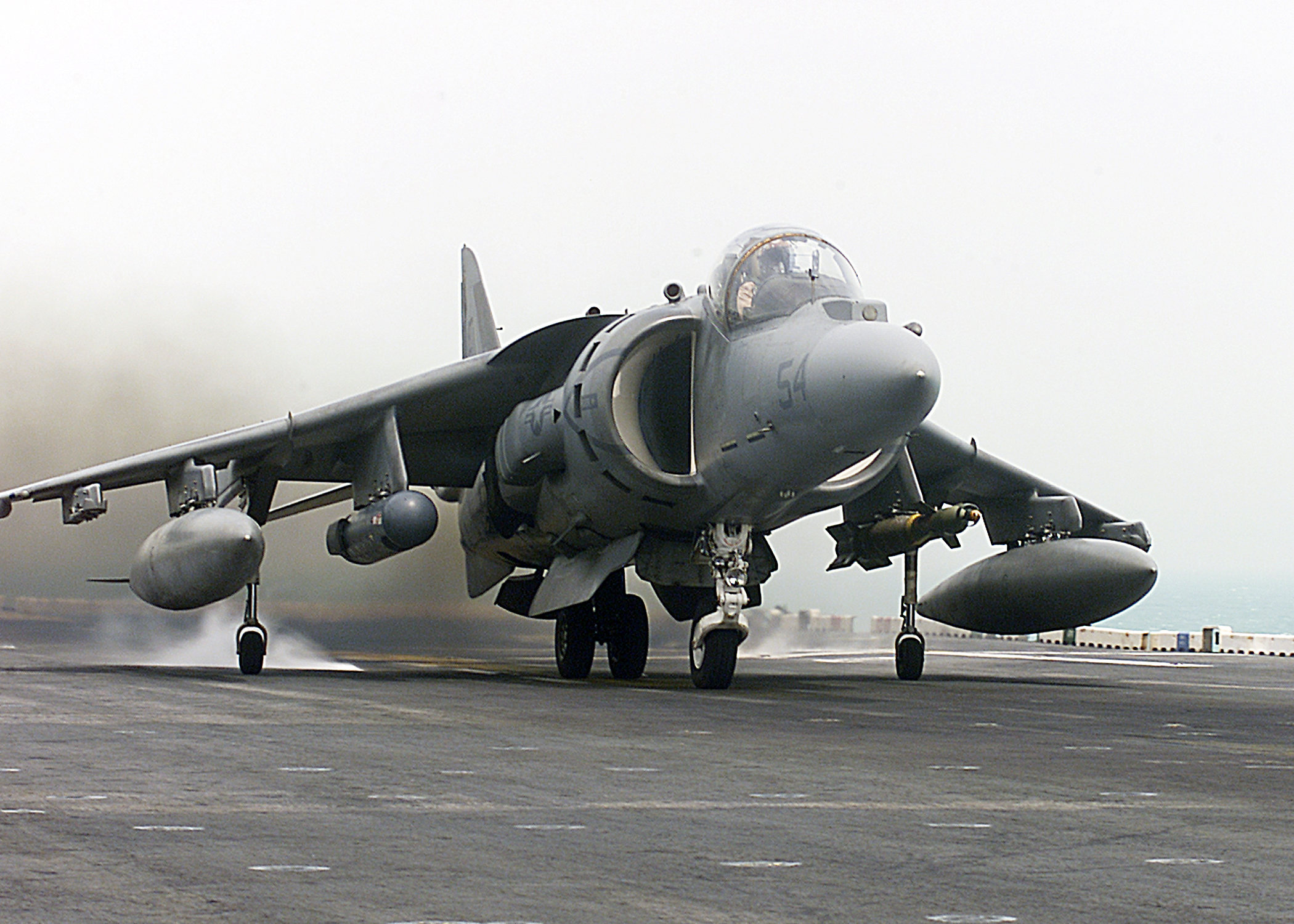
ケビンが操縦したハリアー

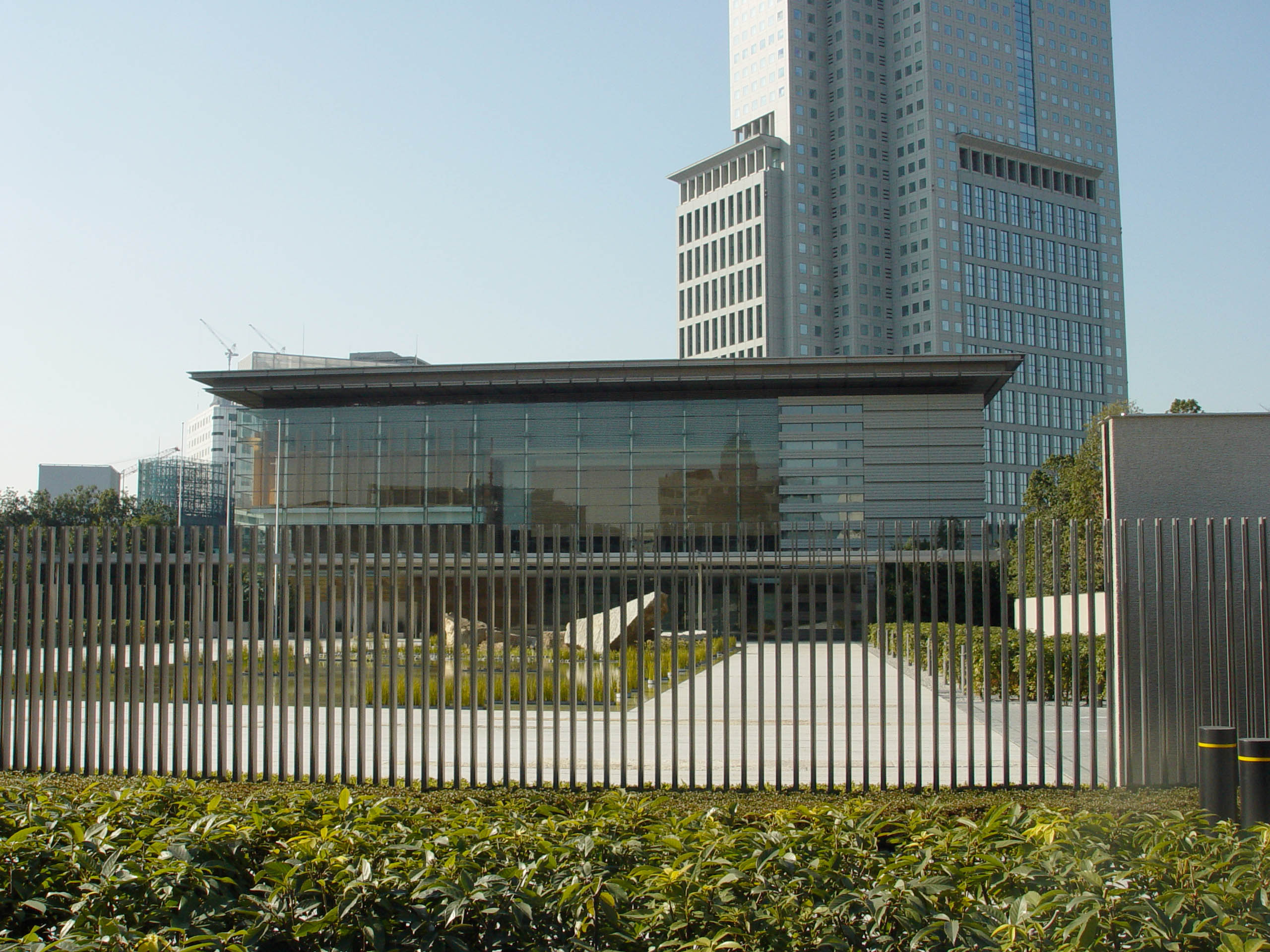
内閣総理大臣らが犠牲となった総理大臣官邸

杣口 鵜平（そまぐち うへい）
マタギ。智恵子の元夫。年齢は70を超える。普段はその上からでも彼の表情が伝わる錬金術師や鳥のくちばしのような仮面をつけており、山奥で一人暮らしをしており、地元では「仙人」と呼ばれるほど腕利きの猟師。獲物や山に対して敬虔な気持ちを忘れず、獲物の気持ちになって獲物を追うことができる。自らの目を潰してまでミネルヴァを銃で撃ち落すが、手負いのミネルヴァをアメリカ軍に奪われる。村田銃28番口径を愛用。拳銃の使用は嫌いで、上手ではない。梟の石像を利用し、聖マーリン病院から東京タワーまでミネルヴァを誘き出す。
輪（りん）
「圓市」、「拝み屋」と呼ばれる祈祷師、巫女。智恵子の養女。智恵子の死後はその知人に養われていた。鵜平のことは養母の元夫としかみておらず、しかもその死の原因であると思っており、名前を呼び捨てにするほど攻撃的な態度を取るが、後に彼の思いを「観た」ことで和解する。鵜平に言うことを聞かせられる唯一の人間。某大学英文科出身。拝み屋だった智恵子の跡を継ぎ、地元の住民の依頼に応じ祈祷している。鵜平を説得し、ミネルヴァのいる東京に連れ出す。
人や持ち物に触れることでその人の心や記憶を読み取る「観る」という能力がある。ミネルヴァの羽毛を「観る」ことで、ミネルヴァの居場所を突き止めたり、ケビンを「観る」ことでその真の目的や彼のトラウマを読み取った。
智恵子（ちえこ）
輪と同じく「圓市」。鵜平の元妻。輪の養母。「荒神祓い」によりミネルヴァの呪毒を防ぎ、鵜平にミネルヴァを狙撃させた。しかし、ミネルヴァの呪毒が耳から体内に入ったため死亡する。アメリカ中央情報局（CIA）の調査によると、ミネルヴァの「心」を感じることができたとされる。
チーコ
鵜平の猟犬。"13年前"にミネルヴァに殺される。その名は智恵子に因む。
この猟犬がいなければ狩は出来ないほどの大切なパートナーだったが、いなくなってからでもウサギ狩りはしていた。
鵜平は病院に運ばれるときにもその名を呼んでいたとされていたが……。
駐在所の警察官
本署からの指示で、自衛隊機で到着したマイケルやケビンに協力する。2人に輪を紹介する。
マイケル・リード
本作の語り手。アメリカ陸軍第一特殊作戦部隊分遣隊（「デルタフォース」）所属の陸軍准尉。テキサス州のハンターの息子。日本語に堪能。アメリカ国務省書記官を名乗り、ケビンとともに鵜平を訪ねる。グリースンらアメリカ特殊作戦チームを率い、ミネルヴァ狙撃作戦「トワイライト・フライト」を遂行する。ミネルヴァに殺害された鵜平の猟犬に代わり、犬役を買って出る。防衛庁とアメリカ特殊部隊司令部（SOCOM）が日米合同演習との名目でミネルヴァを追撃した際、ミネルヴァの視線に晒された同僚が命を落としている。
ケビン
アメリカ中央情報局エージェント。元アメリカ空軍アクロバットチーム所属パイロット。日本語に堪能。アメリカ国務省書記官を名乗り、マイケルとともに鵜平を訪ねる。アメリカ合衆国大統領から直接命を受け、ミネルヴァ掃討に奔走する。グリースンらアメリカ特殊作戦チームを率い、東京都庁舎に設けた本部でミネルヴァ狙撃作戦「トワイライト・フライト」を遂行する。戦闘機ハリアーを操縦し、キャノピーを排除して同乗する鵜平にミネルヴァを狙撃させる。スポーツカーを愛用する。空軍時代、アリゾナ州の砂漠での編隊飛行中、隊長機、僚機が地面に衝突する中、ただ一人生き残った過去を持つ。
グリースン
警察対テロ部隊（SWAT）に所属する警察官。メトロポリタン競技大会狙撃部門優勝の実績を持つ。ミネルヴァ狙撃作戦「トワイライト・フライト」に志願し、ミネルヴァの視線に晒され死亡する。
ドーキンズ
アメリカ海兵隊武装偵察チーム（「リーコン」）に所属する軍人。狙撃の腕はリーコンでナンバーワンと謳われる。ミネルヴァ狙撃作戦「トワイライト・フライト」に志願し、ミネルヴァの視線に晒され死亡する。
メドウズ
ハンター。ロッキー山脈で活躍し、マスターシューターとされる。ミネルヴァ狙撃作戦「トワイライト・フライト」に志願し、ミネルヴァの視線に晒され死亡する。
モーガン
夏季オリンピッククレー射撃（スキート射撃）で金メダルを得た実績を持つ。ミネルヴァ狙撃作戦「トワイライト・フライト」に志願し、ミネルヴァの視線に晒され死亡する。
フランク
アメリカ海兵隊シールズ（United States Navy Sea, Air and Land）に所属する軍人。ミネルヴァ狙撃作戦「トワイライト・フライト」に志願し、ミネルヴァの視線に晒され死亡する。
内閣総理大臣
内閣総理大臣官邸でテレビ番組を通じミネルヴァの視線に晒され、死亡する。
アメリカ合衆国大統領
危険物質を残さず大量殺戮が可能なミネルヴァの特徴に着目し、テロの頻発する中東某国でミネルヴァを放すことを企てる。しかし、ミネルヴァが移送途中で逃亡し、当計画への大統領の関与が国務大臣からリークされたため、一転して窮地に追い込まれる。ホワイトハウスから電話を通じ、ミネルヴァの巣のある聖マーリン病院小児病棟へのミサイル攻撃を指令する。
ミネルヴァ
外見は、翼長150センチメートルに満たないシロフクロウ。可動範囲が大きくすばやく動く首、可視範囲の広い眼などフクロウの特性を多く備える。しかし昼でも活動し、その飛行時の瞬間速度は340キロメートル毎時に達する（これは鳥類でも最速にあたるハヤブサの落下速度に匹敵する）など、その生態は一般的なフクロウのそれから大きく逸脱している。
その最大の性質として、「ミネルヴァに見られた生物は死に至る」。また、原理は不明であるが、テレビなど映像を通してその視線に晒されただけでも、ヒトが死亡することが確認されている（ミネルヴァの映るテレビ画面を撮った写真であれば害はない）。カーテン、スモークガラスなどで遮断すれば安全であるので、生き残った人々は家に閉じこもっており、ライフラインは分断されている。
輪の説明によれば、ミネルヴァに見られた生物は目から「呪毒」という「目に見えないなにか」が浸入し死に至るが、「圓市」と呼ばれる祈祷師が「荒神祓い」を行えば呪毒を散らすことができ、浸入を一瞬食い止めることができるとされる。
鵜平に右の翼を撃たれアメリカ軍に捕獲されたが、その13年後、東京湾にてアメリカ海軍所属の空母「ジョン・スチュールズ」から逃亡し、マスコミの報道によりテレビ中継されたことで、東京都都民をはじめ全国で420万名が犠牲となった。駆除を図った陸上自衛隊中央即応集団にも甚大な被害を与え、自衛官は2000名が犠牲となった。
その名前「ミネルヴァ」は、捕獲された際にアメリカ軍によって名づけられた。
また、体内に発信器が埋め込まれているため、GPSで位置の特定が可能。

## 各話タイトル

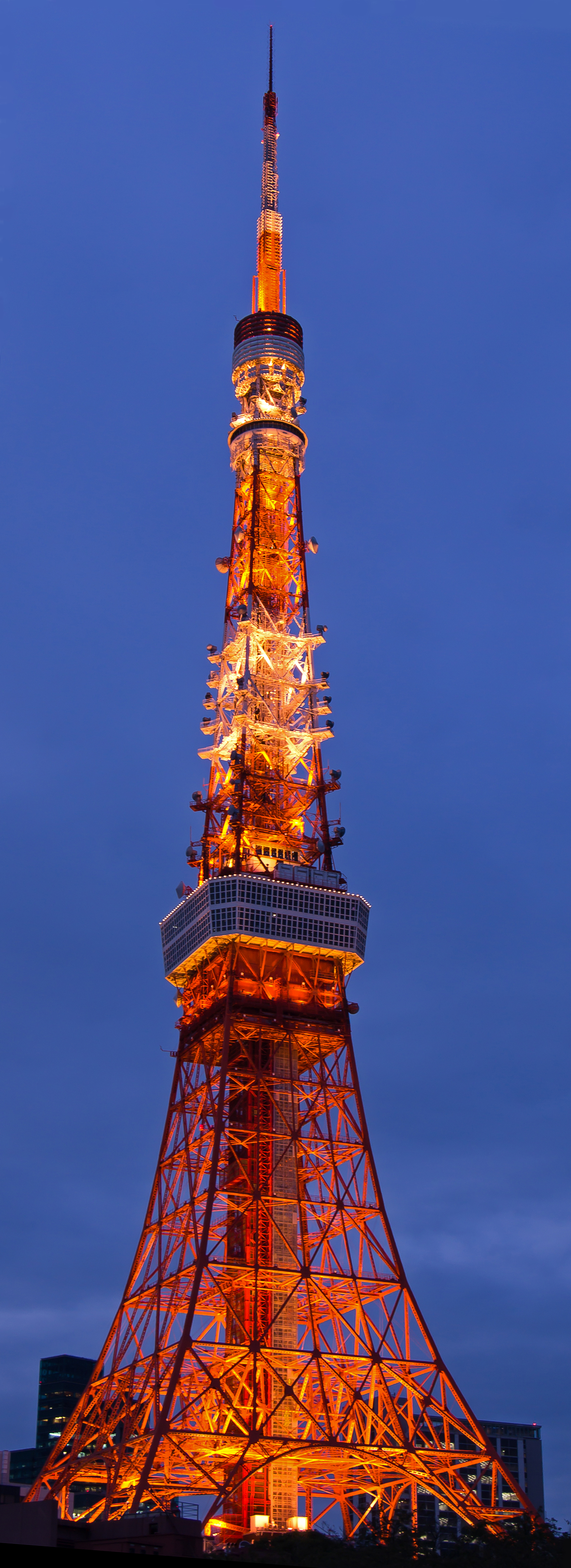
第六回にて「決闘に震えた」東京タワー

各話の話数は、「第壱回」、「第弐回」、「第参回」のように、大字での表記となる。
1. 狩人は森に佇む
2. 巫女は街を目指す
3. 軍人は絶望に沈む
4. 情報部員（エージェント）は暗黒を孕む
5. 疾き車は街を駆ける
6. 塔（タワー）は決闘に震える
7. 邪眼は月輪に飛ぶ

## その他
- 当作品第壱回が載った「週刊ビッグコミックスピリッツ」（第28巻第2号）と同じ号に掲載された『日本沈没』（小松左京原作、一色登希彦作画）に、藤田和日郎をモデルにしたかのような男性が描かれている[3]。ピエロの付け鼻のような鼻、ボーダーの服、薄い髪、眼鏡等、外見的な特徴が『からくりサーカス』連載時の藤田による自画像に酷似している。しかし、作中では特に藤田とは明記されておらず詳細は不明。ただ、巻末に「今週号は、宝モノとして永久保存」[4]、「フクロウが…フクロウが怖い」」[5]との一色のコメントがある。